# Níger
O Níger (em haúça:  Nijar), oficialmente República do Níger (em hauçá: Jamhuriyar Nijar), é um país da África Ocidental. Faz fronteira com a Argélia e Líbia ao norte, a leste com o Chade, a sul com a Nigéria e Benim e a oeste com Burquina Fasso e Mali. O país abrange uma área de quase 1 270 000 km², fazendo desta a maior nação da África Ocidental, com mais de 75% de sua área de terra coberta pelo Deserto do Saara. A população é predominantemente islâmica, sendo estimada em 17 138 707 habitantes, conforme dados de 2013. A capital é Niamei, localizado no sudoeste do país, que é a sua cidade mais populosa.
O Níger é um país subdesenvolvido, e é consistentemente umas das nações que apresentam um Índice de Desenvolvimento Humano (IDH) muito baixo (Menor do mundo), com um total de 0,394 pontos, obtendo a 189ª classificação entre os países pesquisados, de acordo com dados do Programa das Nações Unidas para o Desenvolvimento (PNUD). Grande parte das porções não desérticas do país estão ameaçadas por secas periódicas e a desertificação. A economia está concentrada em torno de subsistência e o setor agrário concentra-se na região sul, a parte mais fértil de seu território. A exportação de matérias-primas, principalmente minério de urânio, também é um dos principais contribuintes da economia nigerina. O país enfrenta sérios desafios para o desenvolvimento devido à sua posição sem litoral, terreno desértico, má educação, extrema pobreza, falta de infraestrutura e degradação ambiental.
A sociedade nigerina reflete uma diversidade resultante das longas histórias independentes de seus diversos grupos e regiões e seu período de vida relativamente curto, em um único estado étnico. Historicamente, o que é agora o Níger esteve à margem de vários Estados grandes. Desde a independência, os nigerinos estiveram sob cinco constituições e três períodos de regime militar. Na sequência de um golpe militar em 2010, o Níger tornou-se um estado democrático multipartidário. A maior parte da população vive em áreas rurais e tem pouco acesso à educação superior.

## História
Parte do antigo Império Songai, o Níger foi incorporado à África Ocidental Francesa em 1896. Em 1922, o território foi transformado em uma colônia. Em 1958, passa a ser uma república autônoma da comunidade francesa e, em 1960, abandona a comunidade proclamando sua independência. Desde então, os militares são a força política dominante, entrando frequentemente em conflito com os tuaregues.
A descoberta de urânio na década de 1970 provoca um surto de desenvolvimento, que declina com a queda dos preços do produto nos últimos anos. A democratização, a partir de 1993, é frágil. O presidente Mahamane Ousmane enfrenta descontentamento dos militares pelo atraso no pagamento dos soldos, além do agravamento dos conflitos étnicos.
Em 1993 há combates entre forças do governo e rebeldes tuaregues no nordeste do país. Fracassa uma tentativa de golpe militar. Em janeiro de 1994, a nação concorda com o programa de ajuste econômico do FMI, apesar da resistência popular e da oposição. Em março, o Clube de Paris reduz pela metade a dívida do Níger, cujo pagamento consumia 47% das exportações.
Em janeiro de 1995, a oposição obtém maioria nas eleições para a Assembleia Nacional. Em abril, governo e rebeldes tuaregues assinam acordo de paz que prevê anistia a ex-guerrilheiros e investimentos no norte do país. Em janeiro de 1996, militares liderados pelo brigadeiro-general Ibrahim Barre Maïnassara dão um golpe de Estado, suspendem a Constituição e os partidos políticos.
Boukary Adji é indicado primeiro-ministro, em substituição a Hama Amadou, preso no golpe. Em maio, nova Constituição é aprovada em referendo popular em que votam 35% dos eleitores. Maïnassara vence as eleições presidenciais fixadas pela nova Constituição, provocando violentos protestos em Niamei, a capital. Em 1997, Maïnassara dissolve o governo duas vezes. Em abril, nomeia um novo primeiro-ministro, Amadou Cissé. Mas ele é demitido em novembro e substituído por Ibrahim Hassane Mayaki.
Em 18 de fevereiro de 2010, uma junta militar, comandada por Salou Djibo, derrubou o presidente Mamadou Tandja, que se encontrava há dez anos no poder e, tendo dissolvido o Parlamento e o Tribunal Constitucional, conseguira prorrogar seu mandato por pelo menos mais três anos, por meio de um referendo em agosto de 2009.

## Geografia

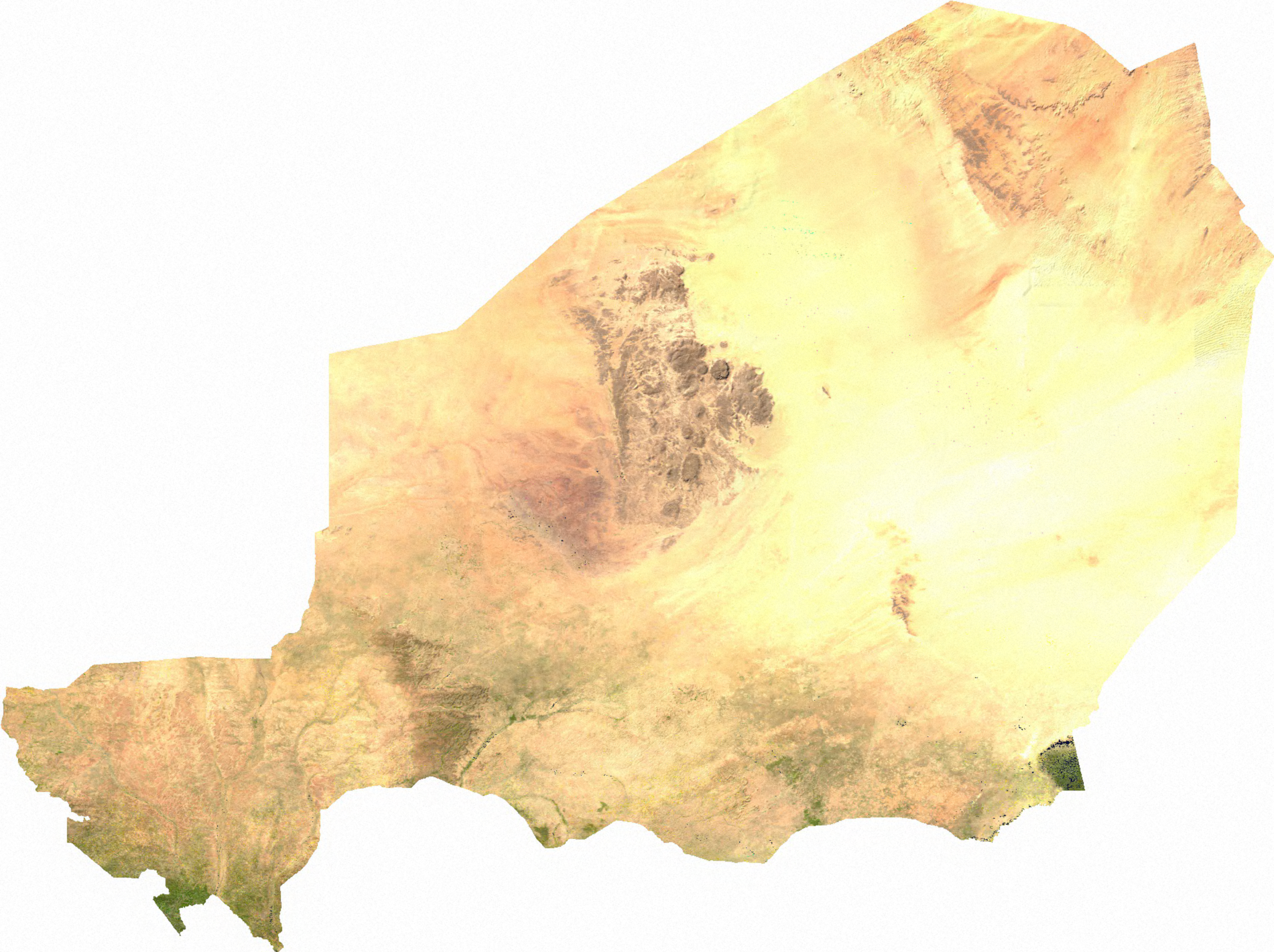
Composto de imagens de satélite do território do Níger.

O Níger é uma nação do interior da África Ocidental, localizada  ao sul da Argélia e Líbia e ao norte da Nigéria. A sua área é de 1 267 000 quilómetros quadrados, dos quais 1 266 700 km² são terra e 300 km² são água. Portanto o país tem uma área pouco menor do que a do estado do Pará.
Faz fronteira com sete países e tem um total de 5697 km de fronteiras. A fronteira mais longa é com o Chade, a leste, com 1 175 km. A esta segue-se a fronteira com a Nigéria, a sul (1 497 km), com a Argélia, a norte-noroeste (956 km) e com o Mali, com 821 km. O Níger também possui pequenas fronteiras a sudoeste (com Burquina Fasso com 628 km e com o Benim com 266 km) e a norte-nordeste (com a Líbia com 354 km).
O país tem dois terços de seu território no Deserto do Saara; o vale do rio Níger com falésias; montanhas de Aïr; o clima subtropical é geralmente quente e seco, mas no extremo sul existe uma zona de clima tropical nos limites da bacia do rio Congo.
O terreno é composto predominantemente por planícies desérticas e dunas de areia, com planícies ou terreno ondulado no sul e colinas a norte.
O ponto mais baixo é o rio Níger, a uma altitude de 200 m. O ponto mais elevado é o monte Idoukal-n-Taghès, com 2 022 m.

### Flora e fauna
O norte do Níger é coberto por grandes desertos e semidesertos. A fauna típica de mamíferos é constituída por antílopes como adaxs, órixs, gazelas e ovelhas nas montanhas de Barbary. Uma das maiores reservas do mundo, a Reserva Natural Nacional de Aïr e Ténéré, foi fundada no norte do Níger para proteger essas espécies raras.
As partes do sul do Níger são savanas naturalmente dominadas. O Parque Nacional W, situado na área limítrofe de Burquina Fasso e Benim, pertence a uma das áreas mais importantes para a vida selvagem na África Ocidental, que é chamada de complexo WAP (W-Arly-Pendjari). Tem a população mais importante do raro leão da África Ocidental e uma das últimas populações de guepardo-do-noroeste-africano do noroeste da África.
Outros animais selvagens incluem elefantes, búfalos, Palancas-vermelhas e Cobos. A girafa da África Ocidental não é encontrada atualmente no Parque Nacional W, mas mais ao norte, no Níger, onde tem sua última população existente no país.
As questões ambientais no Níger incluem práticas agrícolas destrutivas como resultado da pressão populacional. A caça ilegal, incêndios florestais em algumas áreas e invasão humana nas planícies de inundação do rio Níger, para o cultivo de arroz, são graves problemas ambientais. Barragens construídas no rio Níger nos países vizinhos do Mali e da Guiné e também dentro do próprio Níger também são citados como uma razão para a redução do fluxo de água no rio Níger - que tem um efeito direto sobre o meio ambiente. A falta de pessoal adequado para proteger a vida selvagem nos parques e reservas é outro fator citado pela perda de vida selvagem.

## Política
A atual Constituição do Níger foi aprovada em referendo a 18 de julho de 1999 e entrou em vigor a 1 de agosto. A forma política de governo é de República Semipresidencialista.
O Poder Legislativo corresponde à Assembleia Nacional eleita a cada cinco anos. Esta propõe três candidatos para primeiro-ministro entre os quais o Presidente da República, que é eleito por sufrágio universal em dois turnos, nomeia um. O Presidente, chefe de estado, tem poder para dissolver a Assembleia e para convocá-la de forma extraordinária, e é também eleito para um período de cinco anos. O poder executivo está dividido entre o primeiro-ministro e o Presidente.
O Tribunal Constitucional é escolhido pela Assembleia e pelo Presidente da República, e garante o cumprimento das normas constitucionais e vigia os processos eleitorais.

## Subdivisões
As principais subdivisões do Níger chamam-se departamentos (départements em francês) e são classificadas por Regiões do Níger:
- Agadèz
- Diffa
- Dosso
- Maradi
- Tahoua
- Tillabéri
- Zinder

## Demografia

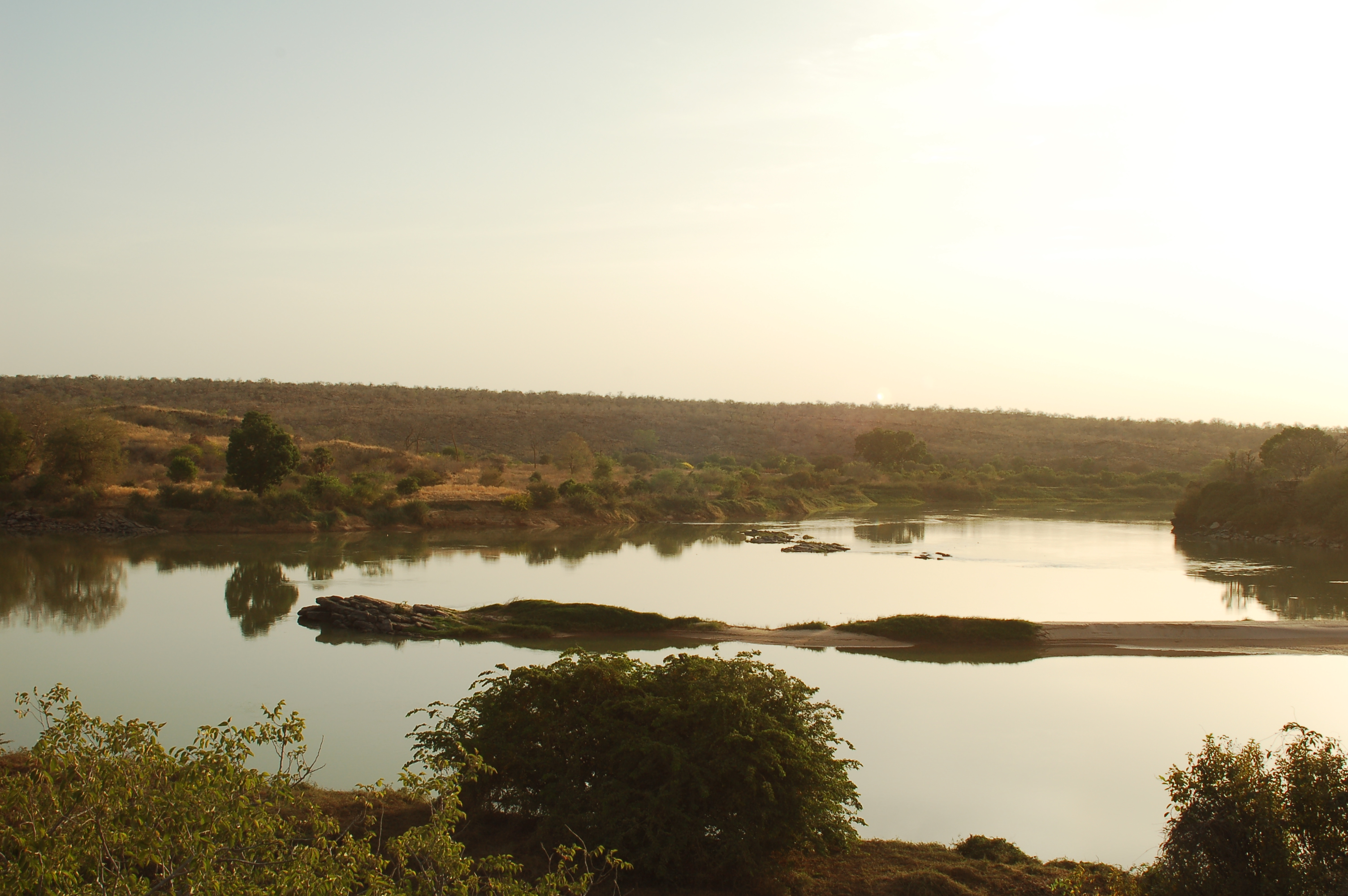
O sul fértil delta do rio Níger.

A população do Níger era de 11 360 538 (2004), sendo o país de África com maior número de tuaregues. Em 2010, Níger foi classificado como um dos países com a mais baixa classificação no IDH (0,261), ocupando a antepenúltima posição (167º).
No Níger, 98,7% professa o Islamismo (sunitas), 0,4% o cristianismo, 0,7% as crenças tradicionais, e 0,2% outras, segundo dados de 1988.

### Etnias
O Níger tem uma grande variedade de grupos étnicos, como na maioria dos países da África Ocidental. A composição étnica do Níger em 2001 é a seguinte: Hauçás (55,4%), zarma (21%), tuaregues (9,3%), fulas (8,5%), canúris (4,7%), tubus (0,4%), árabes (0,4%), gurmas (0,4%), outros (0,1%). Os zarmas dominam as regiões Dosso, Tillabéri e Niamei, os hauçás dominam as regiões Zinder, Maradi e Tahoua, os canúris dominam a região Diffa e os tuaregues dominam a região Agadez, no norte do Níger.

### Línguas
O idioma oficial do Niger é a língua hauçá. O francês, herdado do período colonial, foi a língua oficial até 2025 e ainda é falado principalmente como segunda língua por pessoas que receberam uma educação ocidental formal e serve como língua de trabalho. O Níger era membro da Organização Internacional da Francofonia desde 1970, porém se retirou em março de 2025.
O Níger possui dez idiomas nacionais reconhecidos, como o árabe, buduma, fula, gurma, canúri, zarma e songai, tuaregues, tasawaq e tebu. Cada uma dessas línguas é falada como primeira língua principalmente pelo grupo étnico ao qual está associado. Hauçá e zarma-songai, as duas línguas mais faladas, são amplamente faladas em todo o país como primeira ou segunda língua.

### Emigração
Em 2015, a União Europeia decidiu agir de forma mais significativa para deter os migrantes do Sul. Reunidos na capital maltesa, os representantes dos países membros imaginaram como externalizar a sua luta contra a imigração, com a ajuda de certos Estados africanos. Em troca de algumas centenas de milhões de euros de ajuda económica, as autoridades nigerianas concordaram em torná-la ilegal para os migrantes atravessarem.
Desde então, qualquer pessoa que permita a um migrante entrar ou sair ilegalmente do país em troca de um benefício financeiro ou material está sujeito a uma pena de prisão de cinco a dez anos e a uma multa de até 5 milhões de francos CFA ('7.630). Qualquer pessoa que os ajude durante a sua estadia sem beneficiar dela - que lhes forneça alojamento, comida ou vestuário - é passível de dois a cinco anos na prisão. Uma simples suspeita pode ser suficiente para enviar uma pessoa de volta para o sul do país, por vezes após uma curta estadia na prisão. Segundo o Relator Especial da ONU sobre os direitos humanos dos migrantes: "A falta de clareza no texto e a sua implementação repressiva - em vez de procurar a protecção dos indivíduos - resultou na criminalização de todas as migrações e levou os migrantes a esconderem-se, tornando-os mais vulneráveis a abusos e violações dos direitos humanos.

## Economia

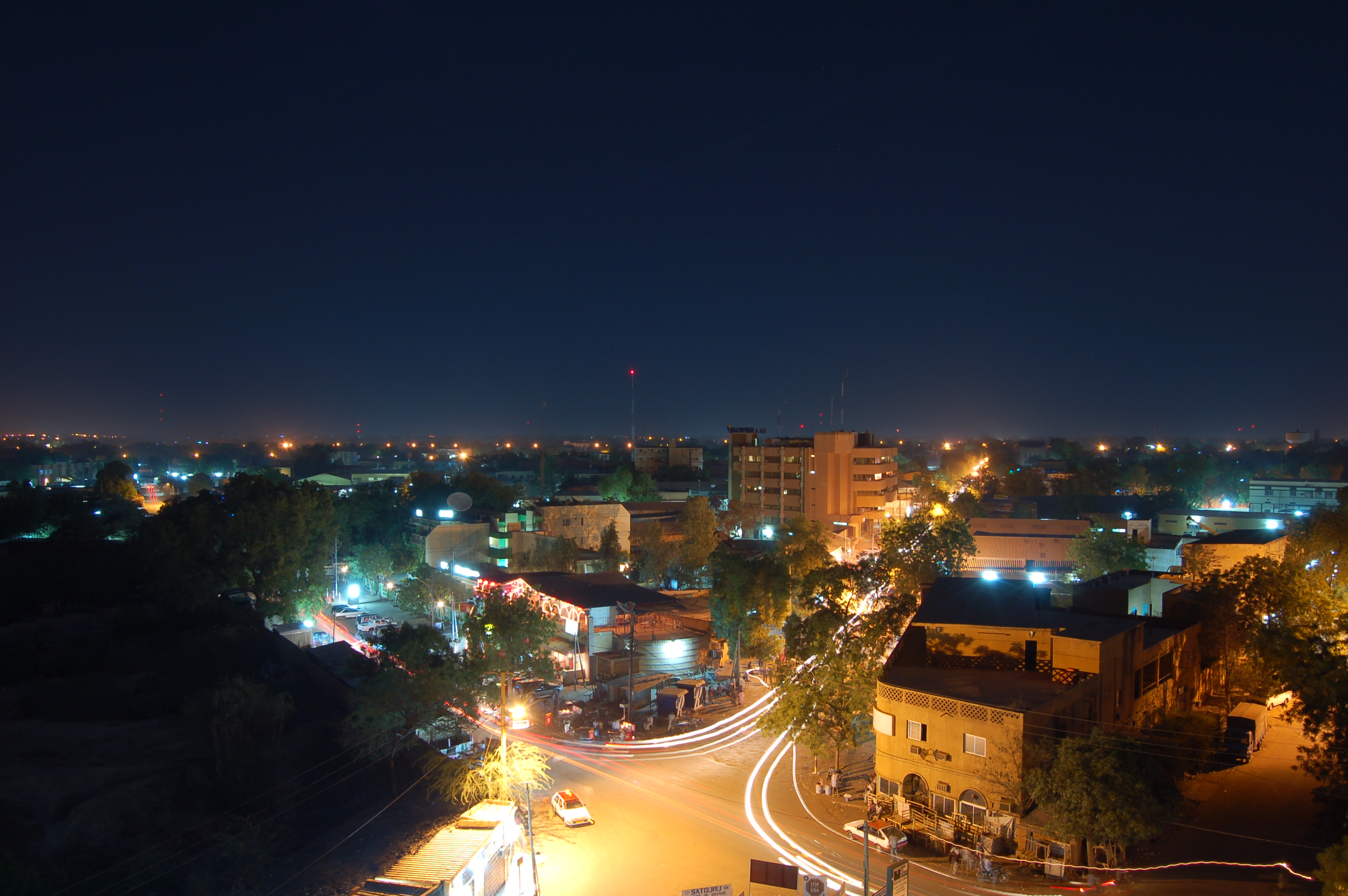
Niamei, capital e centro econômico do país.

Principais produtos de exportação do Niger em 2019

O Níger é uma das mais pobres nações do planeta, cuja economia é centrada na agricultura de subsistência, na criação de animais e na reexportação de produtos, e cada vez menos baseada na produção de urânio, seu principal produto de exportação desde a década de 1970. O país, porém, continua a ser um grande extrator do metal: foi o 6º maior produtor mundial em 2018.
A agricultura e os produtos agrícolas constituem no maior setor da economia do Níger em termos de número de pessoas empregadas e a porcentagem do produto interno bruto (PIB). O milho e o sorgo são cultivados no sul, assim como a mandioca e a cana-de-açúcar. O arroz é cultivado nas margens do rio Níger. Em 2019 o país era o 2º maior produtor do mundo de milhete e feijão-fradinho, o 9º maior produtor de sorgo, além de ter como outras das principais produções em termos de volume: cebola, amendoim, mandioca, repolho, frutas, cana de açúcar, tomate e pimentão. A produção leiteira do país se destaca: em 2019 o país produziu 1,4 bilhões de litros de leite de animais variados (vaca, cabra, ovelha e camela). Já a produção de carne do país é pequena. As maiores exportações de produtos agropecuários processados do país em termos de valor, em 2019, foram: arroz (U$ 271 milhões), gergelim (U$ 205 milhões), açúcar (U$ 82 milhões) e óleo de palma (U$ 63 milhões), entre outros.
A desvalorização do Franco CFA em 2004 impulsionou as exportações de feijão, cebola, e da pequena indústria de beneficiamento e tecelagem de algodão do país. O governo depende de ajudas bilaterais e multilaterais - as quais foram suspensas após o golpe de estado de 1999 - para efetuar gastos e investimentos públicos. As perspectivas de curto prazo dependem do Banco Mundial e do Fundo Monetário Internacional.

## Cultura

### Arqueologia
O Níger é rico em vestígios paleontológicos e arqueológicos, alguns deles notáveis. Há vários cemitérios de dinossauros espalhados pelo deserto, incluindo um local perto do penhasco Tiguidit, ao sul de Agadez. Vários esqueletos e fósseis de animais foram descobertos. O Museu Nacional Boubou-Hama em Niamey tem um pavilhão dedicado a este assunto.
O maciço de Aïr (norte do país) e o deserto de Teneré abrigam inúmeras gravuras rupestres, como as girafas de Dabous. No deserto, não é incomum encontrar locais cobertos com pontas de flechas de sílex. Populações nômades locais (principalmente tuaregues) podem tentar vendê-los aos turistas. A legislação é clara. Para evitar o tráfico, é estritamente proibido levar esses objetos para fora do país.
No sudoeste do país, perto da vila de Bura, arqueólogos desenterraram algumas esculturas de terracota. Descoberto em 1983, o sítio foi incluído pelo Conselho Internacional de Museus (ICOM) na lista vermelha de vestígios arqueológicos ameaçados de saque.
As ferramentas líticas são ferramentas de pedra feitas de vários tipos de rocha no Gobero, a mais interessante das quais é uma rocha ígnea verde e às vezes bronzeada (previamente derretida) chamada felsita. Em 2006, uma equipe descobriu pedreiras antigas desse tipo de rocha a cerca de 160 km de distância, na extremidade leste das Terras Altas de Aïr. Algumas ferramentas foram feitas lá e pedras dessa rocha-mãe foram transportadas para Gobero para fazer ferramentas no local. O tipo de ferramenta mais interessante de Gobero é o "disco tenere", uma lâmina circular ou subcircular muito fina, de função desconhecida, encontrada apenas no Saara central.
Em Gobero, os arpões farpados feitos de osso são comuns, alguns dos quais foram encontrados presos nos sedimentos no fundo do lago, agora seco, onde se alojaram depois que uma presa foi perdida há milhares de anos. Feitos de ossos de crocodilos e mamíferos, os arpões escurecem após séculos de uso subaquático.
Em Gobero foram encontrados ornamentos e joias feitos de ossos e vários tipos de rochas. A joia mais espetacular é um colar, encontrado no local de sepultamento de uma senhora idosa, composto de contas de pedra e casca de ovo de avestruz, com um pingente central esculpido em marfim de hipopótamo. Outras joias são feitas de uma rocha azul especial chamada amazonita, trazida de afloramentos raros nas terras altas de Aïr.

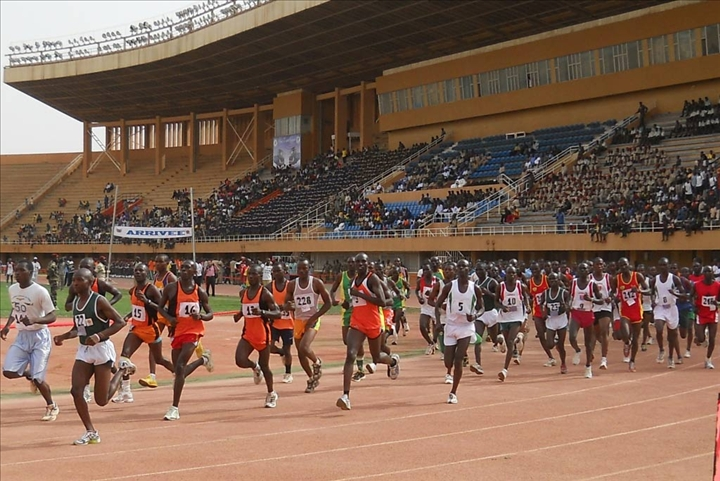
Corrida no Estádio General Seyni Kountché em Niamei